# Generál
Generál war eine ungarische Rockband, die 1972 in Budapest gegründet wurde.
Das instrumentale und vokale Repertoire der Band mit einfachen und verständlichen Texten reichte von Rock über Country und Folklore bis hin zum Blues. Seit Bestehen gehörte das ehemalige Gesangstrio Mikrolied mit den Sängerinnen Magdi Bódi, Annamária Herczku und Éva Várszegi als fester Bestandteil zur Band.
Várkonyi und Novai fungierten als Komponisten bzw. Arrangeure der Gruppe.

## Geschichte
Ihre Karriere begann mit einem 1. Preis beim Talentwettbewerb des ungarischen Fernsehens. Den musikalischen Aufstieg 1973 mit 200 Konzerten und über 20 Auftritten in Fernsehshows verdankt die Band der originellen Musizierweise und einer besonderen Bühnenshow.
Es folgten Gastspielauftritte in der DDR, ČSSR, Volksrepublik Polen, Jugoslawien, Österreich, Belgien und den Niederlanden.
Ab 1975 kam es zu ersten Umbesetzungen. Karácsony wechselte 1975 und Solti 1976 zur Gruppe Locomotiv GT. Révész stieg 1975 bei der Gruppe Piramis ein.
Im August 1976 nahm Generál an der Popsession '76 in Sopot teil.
1976 hielt sich General nach Neueinstieg mit Ich faulenze vier Wochen auf Platz eins und mit Es ist für dich mehrere Wochen in den Top Ten der Wertungssendung Beatkiste beim Rundfunksender Stimme der DDR. Zu diesem Zeitpunkt konnte die Gruppe auf über 1.000 Konzerte zurückblicken.
1973 und 1975 wurde Generál in Ungarn zur Band des Jahres gewählt.

## Diskografie

### Alben
- 1974: Staféta (Pepita)
- 1975: Generál (Pepita)
- 1975: Rock´n Roll (englisch) (Muza)
- 1977: Zenegép (Pepita)
- 1978: General - Heart of Rock (Muza)
- 1979: Piros Bicikli (Pepita)

### Singles
- 1975: Everybody Join / Weather Cock (CNR, Niederlande)
- 1976: Zenegép / Könnyű álmot hozzon az éj (Pepita)

### Sampler
- 1976: Gyere egyedül (Pepita)
- 1979: Csöpög a Méz (Pepita)
- 1979: Piros Bicikli (Pepita)

### Veröffentlichungen in deutscher Sprache auf Samplern
- 1975: Die Säge (Amiga)
- 1975: Heißer Tag (Amiga)
- 1975: Hier war ich Kind (Amiga)